# UCI-Mountainbike-Weltcup 1995
Beim UCI-Mountainbike-Weltcup 1995 wurden durch die Union Cycliste Internationale Weltcup-Sieger im Cross-Country und im Downhill ermittelt.
Im Cross-Country XCO wurden zehn Rennen an unterschiedlichen Weltcup-Stationen ausgetragen, im Downhill insgesamt sechs Rennen.

## Cross-Country

### Frauen Elite
| Rnd | Datum         | Ort              | Erste           | Zweite               | Dritte           |
| --- | ------------- | ---------------- | --------------- | -------------------- | ---------------- |
| 1   | 9. April      | Cairns           | Juliana Furtado | Maria Paola Turcutto | Silvia Fürst     |
| 2   | 23. April     | Madrid           | Juliana Furtado | Paola Pezzo          | Chantal Daucourt |
| 3   | 30. April     | Houffalize       | Paola Pezzo     | Alison Sydor         | Juliana Furtado  |
| 4   | 7. Mai        | Budapest         | Paola Pezzo     | Alison Sydor         | Silvia Fürst     |
| 5   | 11. Juni      | Vail             | Juliana Furtado | Paola Pezzo          | Alison Sydor     |
| 6   | 18. Juni      | Mount Snow       | Juliana Furtado | Alison Sydor         | Paola Pezzo      |
| 7   | 25. Juni      | Mont Sainte-Anne | Juliana Furtado | Alison Sydor         | Paola Pezzo      |
| 8   | 8. Juli       | Mammoth Lakes    | Juliana Furtado | Paola Pezzo          | Ruthie Matthes   |
| 9   | 3. September  | Plymouth         | Alison Sydor    | Paola Pezzo          | Gunn-Rita Dahle  |
| 10  | 10. September | Rom              | Silvia Fürst    | Paola Pezzo          | Tammy Jacques    |

Gesamtwertung
| Platz | Name            | Punkte |
| ----- | --------------- | ------ |
| 1.    | Juliana Furtado |        |
| 2.    | Alison Sydor    |        |
| 3.    | Paola Pezzo     |        |

### Männer Elite
| Rnd | Datum         | Ort              | Erster              | Zweiter             | Dritter             |
| --- | ------------- | ---------------- | ------------------- | ------------------- | ------------------- |
| 1   | 9. April      | Cairns           | Rune Høydahl        | Daniele Pontoni     | Thomas Frischknecht |
| 2   | 23. April     | Madrid           | Rune Høydahl        | Jan Erik Ostergaard | David Baker         |
| 3   | 30. April     | Houffalize       | Rune Høydahl        | Thomas Frischknecht | Michael Rasmussen   |
| 4   | 7. Mai        | Budapest         | Jan Erik Ostergaard | Daniele Bruschi     | Thomas Frischknecht |
| 5   | 11. Juni      | Vail             | Thomas Frischknecht | Tim Gould           | Rishi Grewal        |
| 6   | 18. Juni      | Mount Snow       | Rune Høydahl        | David Baker         | Alessandro Fontana  |
| 7   | 25. Juni      | Mont Sainte-Anne | Rune Høydahl        | Alessandro Fontana  | Daniele Pontoni     |
| 8   | 8. Juli       | Mammoth Lakes    | Thomas Frischknecht | Jan Erik Ostergaard | Steve Larsen        |
| 9   | 3. September  | Plymouth         | Jan Erik Ostergaard | Bart Brentjens      | Michael Rasmussen   |
| 10  | 10. September | Rom              | Luca Bramati        | Bart Brentjens      | Henrik Djernis      |

Gesamtwertung
| Platz | Name                | Punkte |
| ----- | ------------------- | ------ |
| 1.    | Thomas Frischknecht |        |
| 2.    | Rune Høydahl        |        |
| 3.    | Jan Erik Østergaard |        |

## Downhill

### Frauen Elite
| Rnd | Datum      | Ort              | Erste           | Zweite                 | Dritte          |
| --- | ---------- | ---------------- | --------------- | ---------------------- | --------------- |
| 1   | 21. Mai    | Cap-d’Ail        | Missy Giove     | Giovanna Bonazzi       | Nolvenn Le Caër |
| 2   | 28. Mai    | Åre              | Missy Giove     | Giovanna Bonazzi       | Kim Sonier      |
| 3   | 17. Juni   | Mount Snow       | Kim Sonier      | Regina Stiefl          | Leigh Donovan   |
| 4   | 24. Juni   | Mont Sainte-Anne | Nolvenn Le Caër | Giovanna Bonazzi       | Rita Bürgi      |
| 5   | 16. Juli   | Big Bear Lake    | Elke Brutsaert  | Regina Stiefl          | Leigh Donovan   |
| 6   | 13. August | Kaprun           | Regina Stiefl   | Anne-Caroline Chausson | Elke Brutsaert  |

Gesamtwertung
| Platz | Name             | Punkte |
| ----- | ---------------- | ------ |
| 1.    | Regina Stiefl    |        |
| 2.    | Giovanna Bonazzi |        |
| 3.    | Kim Sonier       |        |

### Männer Elite
| Rnd | Datum      | Ort              | Erster           | Zweiter          | Dritter         |
| --- | ---------- | ---------------- | ---------------- | ---------------- | --------------- |
| 1   | 21. Mai    | Cap-d’Ail        | Nicolas Vouilloz | Mike King        | Denis Bonnet    |
| 2   | 28. Mai    | Åre              | Bruno Zanchi     | Nicolas Vouilloz | Corrado Hérin   |
| 3   | 17. Juni   | Mount Snow       | Todd Tanner      | Mike King        | Myles Rockwell  |
| 4   | 24. Juni   | Mont Sainte-Anne | Franck Roman     | Nicolas Vouilloz | Corrado Hérin   |
| 5   | 16. Juli   | Big Bear Lake    | Mike King        | Brian Lopes      | François Gachet |
| 6   | 13, August | Kaprun           | Myles Rockwell   | Nicolas Vouilloz | Tomi Misser     |

Gesamtwertung
| Platz | Name             | Punkte |
| ----- | ---------------- | ------ |
| 1.    | Nicolas Vouilloz |        |
| 2.    | Mike King        |        |
| 3.    | Myles Rockwell   |        |